# Soldados do Califado na Argélia
Os Soldados do Califado na Argélia (em árabe: جند الخلافة في أرض الجزائر, Jund al-Khilafah fi Ard al-Jazair), geralmente abreviado como Soldados do Califado, Jund al-Khalifa ou Jund al-Khilafah, é um grupo armado e terrorista, de caráter jihadista salafista, ativo na Argélia, que ficou conhecido pelo assassinato de Hervé Gourdel. Separou-se da Al-Qaeda no Magrebe Islâmico (AQMI) em setembro de 2014 e jurou lealdade ao Estado Islâmico, ao qual o nome “califado” faz referência. Apesar de não controlar nenhum território, o grupo torna-se oficialmente uma “província” do Estado Islâmico: a província da Argélia (Wilayat al-Jazaïr). Em maio de 2015, o Exército Nacional Popular Argelino afirmou oficialmente ter erradicado o grupo ao eliminar seu líder e quase trinta elementos terroristas.

## Criação
Em março de 2014, um grupo de combatentes liderados por Gouri Abdelmalek, conhecido como Khaled Abou Souleïmane, emir da região central da Argélia (ou seja, da Cabília) da Al-Qaeda no Magrebe Islâmico (AQMI), começou a se afastar da organização central. A 4 de julho de 2014, a AQMI publicou um comunicado de imprensa em que rejeitava o califado proclamado pelo Estado Islâmico. Em particular, denunciou uma proclamação feita “sem consultar os líderes dos mujahideen”. Essa posição divide a AQMI e o grupo argelino cindiu-se em meados de julho.
Em setembro de 2014, esse grupo anunciou sua adesão ao Estado Islâmico e jurou lealdade a Abu Bakr al-Baghdadi: “Você tem homens no Magrebe Islâmico que obedecerão às suas ordens”. Em 14 de setembro de 2014, o grupo batizou-se de Jound al-Khalifa, “Soldados do Califado”.